# Fazenda Morro Azul
Fazenda Morro Azul é um fazenda histórica brasileira, surgida em 1806, que originalmente pertencia ao município de Limeira, mas que hoje pertence ao município de Iracemápolis, desmembrado de Limeira em 30 de dezembro de 1953. Foi tombada em 1974.

## História
A Fazenda Morro Azul pertenceu a Manoel Rodrigues Jordão, um comerciante de terras e ouro. Era considerado o paulista mais rico da época, o Palácio dos Quatro Cantos (maior palacete residencial da cidade de São Paulo) era sua propriedade além de ser o dono das terras dos Campos do Jordão, que posteriormente daria origem à cidade do mesmo nome.
A fazenda foi fundada em 1806, mas a casa sede foi finalizada somente em 1877, já em posse do coronel Silvério Rodrigues Jordão..
Depois foi transferida para seu filho, o brigadeiro Manoel Rodrigues Jordão. Em 1827, com o seu falecimento, a propriedade é recebida pelos seus herdeiros.
Ela também ficou conhecida como a Fazenda do Imperador, pois hospedou D. Pedro II duas vezes, a primeira em 1878 e a segunda em 1886.
Luiz Bueno de Miranda adquire a fazenda em 1911 e hospeda pessoas ilustres como o Coronel Cândido Rondon, o modernista Oswald de Andrade e o escritor francês Frédéric Louis Sauser. Chegou a inspirar um poema de Oswald de Andrade, no livro Pau Brasil e Sauser, sob seu pseudônimo Blaise Cendrars, escreveu e publicou o romance "La Tour Eiffel Siderale", que passa na Fazenda Morro Azul, em 1949.

## Arquitetura
A casa sede da Fazenda Morro Azul foi projetada por um arquiteto suíço, inspirada em muitos elementos de palácios e construções europeias. Possui uma característica urbana com seus azulejos, cantaria, estuque e mármore, dispostos segundo padrões ecléticos. É um raro exemplo da arquitetura rural paulista. Possui influências neoclássicas que pode ser vistas nas colunas, telhados e adornos, e também influências portuguesas, em sua larga escadaria larga e nos azulejos.
Sua fachada é decorada com azulejos portugueses e ingleses, além das onze palmeiras situadas em frente da casa, foram doadas pelo Imperador. D. Pedro II presenteava seus anfitriões com onze mudas de palmeiras imperiais(caríssimas na época), indicando que ele passou pelo local. A família proprietária da fazenda fazia parte do círculo íntimo da família real.
No seu interior, além de possuir jardins simétricos também apresentava um ambiente refinado, decorado com papéis de parede, lustres, móveis e objetos importados da França do século XIX. Também dispunha de livros raros e uma novidade para a época: era equipado com pias de mármore com sistema de água corrente em todos os quartos.
Além da casa sede, a propriedade ainda conserva a gruta construída por escravos e um raro exemplar de banho romano, um conjunto de salas de banho, chamadas de Ruínas das Termas do   Imperador, com uma banheira de mármore de Carrara, que foram  construídas  para  tratar a saúde de D. Pedro II, enquanto ele estivesse na fazenda.

## Visitação
A Fazenda Morro Azul é uma propriedade privada, por isso as visitas são feitas com agendamento e normalmente durante a semana. A visita dura em torno de três horas, com a presença de uma turismóloga que detalha as informações históricas. Envolve a parte interna da casa sede, com seus cômodos e a parte externa também, seus jardins e as termas.